# Xtabentún (bebida)
El xtabentún es un licor de origen maya, que se produce en el estado de Yucatán, a partir de miel de abejas alimentadas con la flor del xtabentún que tiene características organolépticas similares al anís.
Se acostumbra servirlo solo, con hielo o simplemente frío. Se bebe como digestivo acompañándolo del café.

## Origen
El origen del xtabentún parece haber sido el balché, un licor ceremonial producido por los mayas. Su fuerte sabor no fue atractivo a los conquistadores españoles, por lo que le agregaron anís.[cita requerida]

## Etimología
En la lengua maya la palabra xtabentún significa "lianas que crecen en la piedra". Se refiere a la Turbina corymbosa, una especie de ololiuqui cuya semilla contiene LSA, una amida con propiedades alucinógenas. Jonathan Ott sugiere que el  balché puede haber tenido cualidades enteógenas, aunque esto aún no se ha demostrado. Los antiguos mayas probablemente habrían disfrutado de los efectos embriagantes de una bebida similar para producir estados visionarios y de trance. [cita requerida]